# Strasbourg (Saskatchewan)
Pour les articles homonymes, voir Strasbourg (homonymie).
Strasbourg est une ville de la Saskatchewan au Canada.

## Géographie
La localité de Strasbourg est située dans le sud de la province de Saskatchewan, à 75 km au nord-ouest de la ville de Regina.

## Toponymie
Fondée par des pionniers allemands en 1894, la ville est initialement dénommée Strassburg, époque où la ville de Strasbourg appartenait encore à l'Allemagne. En 1919, la ville est renommée Strasbourg sur le modèle de la ville qui redevient française.

## Démographie
| 2011 | 2016 | 2021 |
| ---- | ---- | ---- |
| 752  | 800  | 788  |